# باشکوه (ترانه کسکادا)
«باشکوه» (به انگلیسی: Glorious) تک‌آهنگی از کسکادا است که در سال ۲۰۱۳ میلادی منتشر شد.
این تک‌آهنگ در چارت‌های جزو ده ترانه اول قرار گرفت.